# Праслов'янська мова

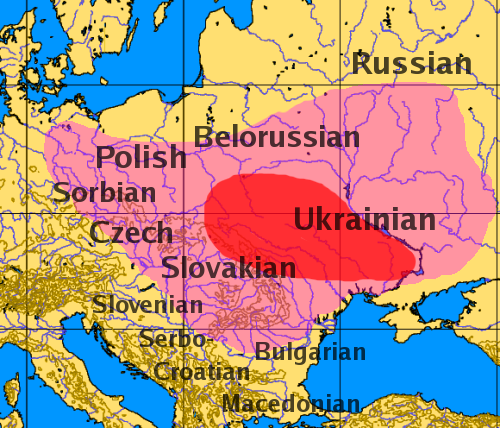
Мапа імовірного розповсюдження слов'янських мов.
Заштрихований у рожевий колір є Празько-Пеньківсько-Колочинський комплекс культур VI—VII ст. н. е., що відповідає поширенню слов'янськомовних племен у цей час.
Менша (червона) — територія, на якій знаходяться найдавніші слов'янські гідроніми, або назви річок і озер (за Mallory & Adams (1997).

Сучасні державні кордони розповсюдження слов'янських мов

Праслов'я́нська мо́ва — гіпотетична прамова, від якої походять слов'янські мови. Існувала в період від 3-го — 1-го тисячоліття до н. е. — VI ст. н. е. Жодних письмових пам'яток праслов'янської мови не збереглося, тому мова була реконструйована на підставі порівняння достовірно засвідчених слов'янських та інших індоєвропейських мов.
Існують давні структурні риси у фонетиці, граматиці і лексиці, спільні для слов'янських і балтських мов (припускається існування в минулому якогось виду балто-слов'янської мовної спільності).
Праслов'янська мова не була чимось статичним — вона змінювалася в часі, і її форми можна реконструювати по-різному, залежно від обраного хронологічного зрізу.

## Термін
Термін «праслов'янська» був утворений за допомогою приростка пра- від слова «слов'янська», що наслідує німецький термін Urslavisch, перекладаючи префікс «Ur-» слов'янською «пра-». Схоже звучать аналогічні терміни в інших слов'янських мовах: біл. праславянскі, пол. prasłowiański, чеськ. praslovanský, словац. praslovanský, болг. праславянски, мак. прасловенски, хорв. praslavenski, серб. прасловенски, словен. praslovanski.
Деякі дослідники вживають щодо праслов'янської мови також термін-синонім «загальнослов'янська мова» (фр. slave commune, англ. Common Slavic, нім. Gemeinslavisch, хорв. općeslavenski) або «слов'янська мова-основа» (останній вважають незручним і кострубатим з причини неможливості утворити від нього прикметник).
Низка науковців (Г. Гольцер, Р. Матасович) пропонує розмежовувати власне праслов'янську (англ. Proto-Slavic, нім. Urslavisch, хорв. praslavenski) і загальнослов'янську (фр. slave commune, англ. Common Slavic, нім. Gemeinslavisch, хорв. općeslavenski). Під першою розуміють мову, якою говорили слов'яни до, під час й одразу після своєї експансії, а під другою — період в історії слов'янських мов вже після розпаду єдиної прамови. Між похідними від неї діалектами продовжували існувати тісні зв'язки, які приводили до паралельних змін.
Праслов'янську не слід змішувати з іншими стародавніми слов'янськими мовами: давньоруською (давньоукраїнською), старослов'янською, а також з сучасною церковнослов'янською.

## Транскрипція
Носії праслов'янської мови не мали своєї писемності, тому в лінгвістиці для запису реконструйованих слів цієї мови використовують спеціальну фономорфологічну транскрипцію на базі латинської абетки з діакритичними знаками, з доданням кириличних символів «ь», «ъ» (які передають тут редуковані голосні — характерну ознаку праслов'янської й інших стародавніх слов'янських мов). Перед відновленими словами в лінгвістичній реконструкції прийнято ставити астериск (*) — для позначення гіпотетичності, незасвідченості на письмі.
| Літера       | Звук (МФА)  | Українське позначення й тлумачення |
| ------------ | ----------- | ---------------------------------- |
| *a           | [a]         | а                                  |
| *b           | [b]         | б                                  |
| *c (*ć, *c') | [ʦ], [t͡ɕ]   | ц (м'яке)                          |
| *č (*č́, *č') | [tʃ], [tʃʲ] | ч (м'яке)                          |
| *d           | [d]         | д                                  |
| *e           | [ɛ]         | е (коротке)                        |
| *ě, (*ä)     | [æ]         | ѣ (довгий передній відкритий)      |
| *ę (*ẽ, *ę²) | [ɛ̃]         | е (носове), ѧ                      |
| *g           | [ɡ]         | ґ (вибухове)                       |
| *i           | [i]         | і                                  |
| *j           | [j]         | й («йот»)                          |
| *k           | [k]         | к                                  |
| *l           | [l]         | л (тверде)                         |
| *ľ           | [ʎ], [lʲ]   | л (м'яке; ль), љ                   |
| *l̥           | [l̥]         | л (складотворчий плавний)          |
| *m           | [m]         | м                                  |
| *n           | [n]         | н                                  |
| *ń           | [ɲ], [nʲ]   | н (м'яке; нь), њ                   |

| Літера       | Звук (МФА) | Українське позначення й тлумачення                   |
| ------------ | ---------- | ---------------------------------------------------- |
| *o           | [ɔ]        | о                                                    |
| *ǫ (*õ, *ǫ²) | [ɔ̃]        | о (носове), ѫ                                        |
| *p           | [p]        | п                                                    |
| *r           | [r]        | р                                                    |
| *ŕ           | [ɾ], [rʲ]  | р (м'яке; рь)                                        |
| *r̥           | [r̥]        | р (складотворчий плавний)                            |
| *s           | [s]        | с                                                    |
| *ś (*s')     | [ɕ], [sʲ]  | с (м'яке; сь)                                        |
| *š (*š́, *š') | [ʂ], [ʃʲ]  | ш (м'яке; шь)                                        |
| *šč          | [ʃt͡ʃ]      | щ                                                    |
| *t           | [t]        | т                                                    |
| *u           | [u]        | у                                                    |
| *v (*w, *ṷ)  | [v]        | в (у дужках — знаки, що підкреслюють білабіальність) |
| *x (*h, *ch) | [x]        | x                                                    |
| *y           | [ɨ]        | и (з язиком біля піднебіння)                         |
| *z           | [z]        | з                                                    |
| *ź (*z')     | [ʑ], [zʲ]  | з (м'яке; зь)                                        |
| *ž (*ž́, *ž') | [ʒ]        | ж (м'яке; жь)                                        |
| *ь (*ǐ)      | [ĭ]        | і (надкороткий голосний)                             |
| *ъ (*ǔ)      | [ŭ]        | у (надкороткий голосний)                             |

## Історія

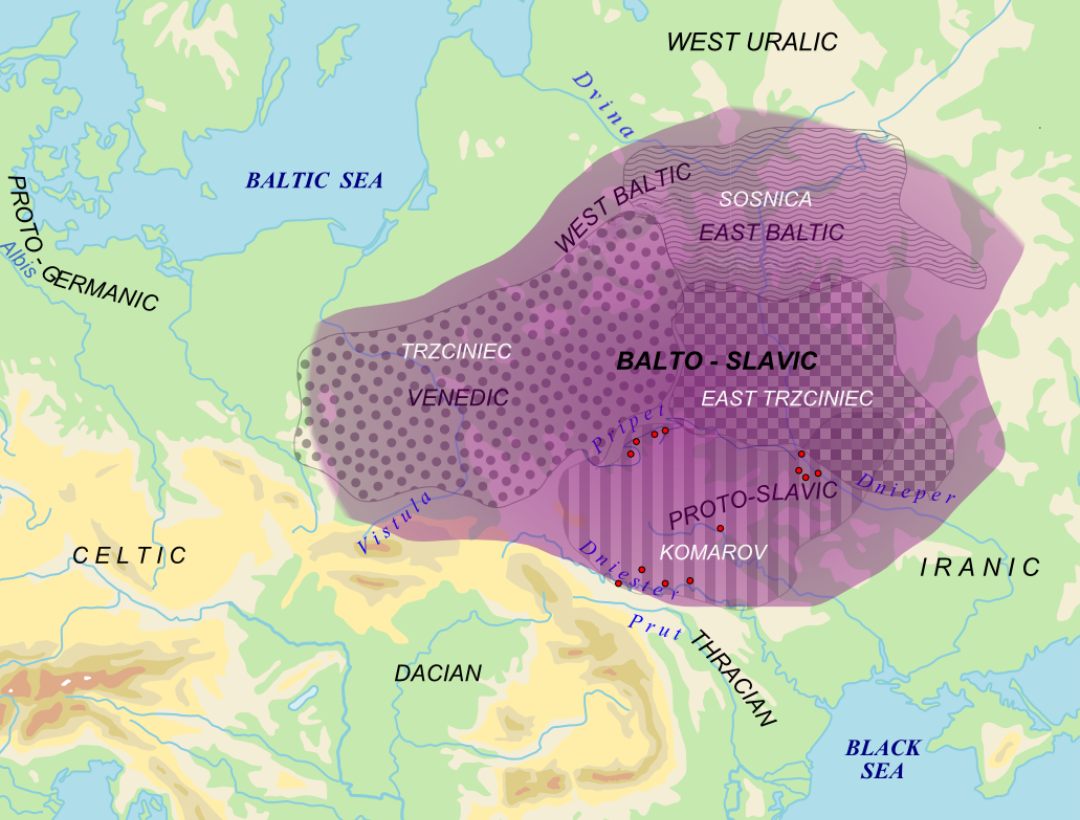
Гіпотетична територія балто-слов'янського діалектного континууму з назвами культур Бронзової доби. Архаїчні слов'янські гідроніми позначені червоними крапками

Згідно з сучасними теоріями, праслов'янська мова сформувалася в 1-му тисячолітті до н. е. Залишається нерозв'язаним питання, чи походить праслов'янська мова безпосередньо з праіндоєвропейської, чи вона відгалузилася пізніше від прабалтослов'янської мови. Це пов'язане, передусім, з фактом незвичайної схожості балтійських і слов'янських мов між собою на всіх рівнях: лексичному, морфологічному і граматичному. З огляду на це А. Шлейхер затвердив постулат про існування у минулому прабалтослов'янської мови, що згодом розпалася на прабалтійську й праслов'янську галузі. Цієї ж концепції дотримувалися К. Бругманн, П. Ф. Фортунатов, О. О. Шахматов, Є. Курилович, А. Ваян, Я. Отрембський, В. Георгієв та ін.. Польський мовознавець Я. М. Розвадовський запропонував схему паралельного розвитку балтійських і слов'янських мов. Згідно з нею, спочатку існував період балто-слов'янської єдності (III тисячоліття до н. е.), який змінив період незалежного розвитку (2-ге — 1-ше тисячоліття до н. е.), за яким надійшов період нового зближення (з початку нашої ери й досі).
Існувала й інша точка зору. А. Меє вважав, що схожість балтійських і слов'янських мов спричинена незалежним паралельним розвитком, викликаним тривалим сусідуванням їхніх носіїв, а «прабалтослов'янської мови» ніколи не існувало. Його думку поділяли І. А. Бодуен де Куртене і Хр. Ш. Станг. Ця гіпотеза уможливлює пояснити значні розбіжності між цими двома групами мов, особливо у найважливіших сегментах лексики. Дивні відмінності існують навіть усередині самих балтійських мов, причому в усталених і стародавніх пластах лексики: наприклад, для понять спорідненості «син» і «дочка» литовська й прусська мови зберегли загальноіндоєвропейські позначення (відповідно sunus, souns і dukte, dukti), у той час як у латиській ці слова замінені новотворами dels і meita.
Латиський лінгвіст Я. Ендзелінс вважав, що після розпаду праіндоєвропейської праслов'янська і прабалтійська розвивалися незалежно, а потім зазнали періоду зближення. Відповідно до гіпотези В. М. Топорова й В. В. Іванова, праслов'янська є результатом розвитку одного з периферійних балтійських діалектів. Пізніше В. М. Топоров висловив гіпотезу, що «праслов'янська — це пізня філіація не просто балтійських, а саме прусських діалектів».

Схеми можливого паралельного розвитку балтійських і слов'янських мов відповідно до 5 основних теорій: Шлейхера, Ендзелінса, Розвадовського, Мейє і Топорова-Іванова-Кромера (за працями Ван Вейка (1923) і Кромера (2003))

Протягом тривалого періоду свого існування (за здогадками, близько 2000 років) праслов'янська зазнала різноманітних змін. Цей факт, поряд з неоднаковим розумінням різними мовознавцями процесів, що відбувалися в мовах, спричинив розбіжності в спробах реконструкції праслов'янської мови. Деякі автори намагаються виділити кілька періодів у розвитку цієї мови, що не отримало загальної підтримки. Ранню праслов'янську важко відрізнити від пізньої праіндоєвропейської, оскільки перша являє собою органічне продовження другої. Саме через це історію праслов'янської мови часто представляють не у формі двочленної схеми («праіндоєвропейська — праслов'янська»), а у формі тричленної: «праіндоєвропейська — протослов'янські діалекти (в інших концепціях — прабалтослов'янська) — праслов'янська». Такої схеми дотримувалися М. С. Трубецькой, Г. О. Хабургаєв, О. М. Трубачов та ін. Згідно з цією концепцією, протослов'янські діалекти — це група діалектів праіндоєвропейської, які після розпаду останньої (V—IV тис. років до н. е.) поступово стали вироблювати свої власні, оригінальні риси, які відрізняли його від інших груп праіндоєвропейських діалектів. На думку В. М. Топорова, «протослов'янські діалекти» — просто інша назва прабалтослов'янської мови.
Протослов'янські діалекти дали початок праслов'янській мові тоді, коли на всіх мовних рівнях набралося досить змін, щоб мова предків слов'ян стала незрозумілою для балтів. Відповідно різним датуванням, це сталося у період 1500—500 років до н. е. Одне з датувань (запропоноване Трубачовим), для розмежування періодів протослов'янських діалектів і власне праслов'янської мови використовує аргумент заліза. На думку Топорова (який розглядав праслов'янську як розвиток одного з периферійних балтійських діалектів), балто-слов'янський діалектний континуум зберігався досить тривало після формального розділення мов, про що свідчить значна кількість спільних інновацій пізнього періоду. За даними П. Новотної і В. Блажека, праслов'янська розійшлася з прабалтійською не пізніше, ніж 1400 року до н. е., схожа дата також одержана у дослідженнях С. А. Старостіна.
Ф. Славський і Л. Мошинський відносять існування балто-слов'янської спільності періоду бл. 2000—1500 рр. до н. е. Відлічувати історію власно праслов'янської вони пропонують з 1500 року до н. е. В. Смочинський вважає, що до початку слов'янського розселення межа проживання балтів і слов'ян проходила по річці Прип'ять.
Обидві групи діалектів, як протослов'янські, так і протобалтійські, на ранньому етапі свого розвитку піддалися сатемізації (див. Ізоглоса кентум-сатем), проте, вони зберегли найбільш архаїчну частину праіндоєвропейського словника. Особливо це справедливо для термінів спорідненості і свояцтва, а також для слів, що позначають частини людського тіла. 
На ранніх етапах розвитку праслов'янська мова підпала під сильний вплив іранських мов, мабуть, скіфської і сарматської (звідти запозичені слова «собака», «топір», «бог» та ін.), у II–III ст. — готської мови («сережка», «хліб», «шеляг» та ін.).
Питання, де відбувалось формування праслов'янської мови, невіддільне від проблеми встановлення прабатьківщини слов'ян. Існує кілька основних теорій і відповідних локалізацій слов'янської прабатьківщини::
1. Східноєвропейська (Я. М. Розвадовський[32][33][34], О. О. Шахматов[35], Ф. Славський[36])
2. Центральна (Прип'ятсько-середньодніпровська теорія) (Л. Нідерле[37], Ю. Т. Ростафінський[38], М. Ю. Ф. Фасмер[39][40], Ф. П. Філін[41][42], С. Б. Бернштейн[43])
3. Західна «автохтонна» (Вісло-Одерська), особливо поширена серед польських науковців, у межах якої праслов'ян ототожнюють з Лужицькою культурою (Ю. Костшевський[44][45], Л. Козловський[46], Т. Лер-Сплавінський[47], Я. Чекановський[48][49][50], М. Рудницький[51], Є. Налєпа[52], В. В. Мартинов[53][54])
4. Азійська (ранні праці К. Мошинського[55][56])

Згодом К. Мошинський поміщав ареал праслов'янської мови станом на період близько 500 року до н. е. у західно-центральну Наддніпрянщину. Саме звідти, на його думку, відбувалося розселення слов'ян на північ і захід.
Дані лексики свідчать про те, що праслов'яни не жили на березі моря: у праслов'янській практично повністю відсутня термінологія, пов'язана з мореплавством, кораблебудуванням, морською риболовлею і морською торгівлею. Предки слов'ян не могли жити й на територіях, якими проходив Бурштиновий шлях, оскільки слова для позначення цього каменя у всіх слов'янських мовах не є питомо слов'янськими, а являють собою запозичення з інших мов: балтійських («янтар» — від лит. gintãras, латис. dzĩtars, dziñtars), з німецької («бурштин» — від сер.-ниж.-нім. bernstein) або турецької мови (болг. кехлибар — від тур. kehribar)). Всі ці дані не на користь автохтонної гіпотези.
За даними глотохронології праслов'янська мова розпалася бл. 130—600 рр. н. е. на низку окремих ідіом (діалектів), які, втім, зазнавали взаємовпливу. Вони поклали початок сучасним слов'янським мовам. Проте, Ф. Славський відносить період розпаду праслов'янської до V–VI століть н. е.: саме тоді, як наслідок германського міграційного періоду, почалася міграція і слов'янських племен.
У VI столітті слов'яни, пересуваючись на південь, перетнули Карпати й Судети, заселили Східні Альпи і проникли на Балканський півострів, слов'янізація якого тривала й у VII ст. Умови для слов'янської експансії у середині 1-го тисячоліття н. е. створили плюндровання європейських земель кочовими народами Сходу: гунами, булгарами, аварами, а також падіння імперії гунів. Виходячи з історичних даних, можна припустити, що у середині 1-го тисячоліття н. е. і закінчується період єдиної праслов'янської мови. Л. Мошинський пов'язує його з часом освоєння слов'янами Балкан і формуванням західної, південної і східної груп слов'янських мов.
Болгари сформували свою першу імперію в 681 році, і в кінці IX століття вперше був записаний болгарський діалект, яким розмовляли у Салоніках, що поклало початок літературі старослов'янською мовою. Старослов'янську мову не можна розглядати як власне праслов'янську, зважаючи на той факт, що вона була записана щонайменше два сторіччя після розпаду праслов'янської мови, але вона все ж достатньо близька до неї, і, можливо, в ті часи старослов'янська мова була зрозуміла носіям інших слов'янських діалектів та навпаки.
За концепцією М. С. Трубецького і М. М. Дурново, праслов'янський (пізньопраслов'янский) період тривав ще півтисячі років — аж до XII століття (до падіння редукованих), і відмінності між майбутніми слов'янськими мовами не виходили в цей період за рамки діалектних. Критикував цю теорію С. Б. Бернштейн.

## Фонетика
Система фонем пізньої праіндоєвропейської мови, успадкована праслов'янською, мала такий вигляд (традиційна реконструкція):
Приголосні:
|               |                   | Губні | Зубні | Середньоязикові | Задньоязикові | Задньоязикові | Задньоязикові | Ларингальні |
| палатовелярні | велярні           | Губні | Зубні | Середньоязикові | лабіовелярні  |               |               | Ларингальні |
| ------------- | ----------------- | ----- | ----- | --------------- | ------------- | ------------- | ------------- | ----------- |
| Носові        | Носові            | m     | n     |                 |               |               |               |             |
| Змичні        | глухі             | p     | t     |                 | ḱ             | k             | kʷ            |             |
| Змичні        | дзвінкі           | b     | d     |                 | ǵ             | g             | gʷ            |             |
| Змичні        | дзвінки придихові | bʰ    | dʰ    |                 | ǵʰ            | gʰ            | gʷʰ           |             |
| Фрикативні    | Фрикативні        |       | s     |                 |               |               |               | h₁, h₂, h₃  |
| Плавні        | Плавні            |       | r, l  |                 |               |               |               |             |
| Напівголосні  | Напівголосні      | w     |       | j               |               |               |               |             |

Протягом розвитку ранньої праслов'янської ця система зазнала таких змін:
- Трирядна система праіндоєвропейських змичних (глухі — дзвінкі — дзвінкі придихові) перетворилася на дворядну (глухі — дзвінкі). Ю. В. Шевельов вважав це найдавнішою слов'янською фонетичною зміною[78].

- Утрата складотворчих сонантів. На думку Ю. В. Шевельова, ця зміна відбулася приблизно в той самий час, що й втрата дзвінких придихових[79].
- Збіг лабіовелярної серії з серією простих велярних.
- Сатемізація. Палаталізовані задньоязикові (k') через проміжні ступені середньоязикових (*t') й африкатів (ts) перейшли в свистячі (s). Певно, цей процес почався ще до остаточного розпаду праіндоєвропейської мови, але закінчився після, оскільки його результати у різних сатем-мовах різні.
- Перехід *s у *x. Проходив водночас із сатемізацією, але закінчився раніше. Це ясно на прикладі слів пьсати і вьсь («село»). В обох випадках s знаходиться у позиції, підхожої для переходу в х. Проте, тут s виникло вже після завершення переходу з k', отже, не дало х. Саме по завершенні сатемізації звук х одержав статус фонеми у праслов'янській мові. Існує теорія, висунута А. Меє, що засновується на даних інших сатем-мов, у яких s перейшло в š. Згідно з нею, s і в праслов'янській перейшло в š, а вже потім, під час першої палаталізації, š збереглося перед голосними переднього ряду, а перед голосними заднього ряду перейшло в х (за аналогією з розподілом k/č).
- Звук [m] перестав бути можливим наприкінці слова і перейшов у [n] (див. Зміна m на n у праслов'янській мові). Такий перехід спостерігають у всіх індоєвропейських мовах (окрім італьських й індоіранських), у тому числі й анатолійських. На думку С. Б. Бернштейна, дана зміна належить до періоду балто-слов'янської спільності[80], що підтверджують дані прусської мови (закінчення -an в акузативі основ на -a < *-o чоловічого та середнього роду й у номінативі середнього роду).

Система приголосних праслов'янської мови у періоді до палаталізацій і йотацій мала такий вигляд:
|                 | змичні | спіранти | носові | дрижачі | латеральні | апроксиманти |
| --------------- | ------ | -------- | ------ | ------- | ---------- | ------------ |
| губні           | b — p  |          | m      |         |            | w            |
| дентальні       | d — t  | s — z    | n      | r       | l          |              |
| середньоязикові |        |          |        |         |            | j            |
| велярні         | k — g  | x        |        |         |            |              |

Голосні:
|         |            | передній ряд | передній ряд | середній ряд | середній ряд | задній ряд | задній ряд |
| ------- | ---------- | ------------ | ------------ | ------------ | ------------ | ---------- | ---------- |
|         |            | довгі        | короткі      | довгі        | короткі      | довгі      | короткі    |
| верхні  | монофтонги | ī            | ĭ            |              |              | ū          | ŭ          |
| середні | монофтонги | ē            | ĕ            |              |              | ō          | ŏ          |
|         | дифтонги   | ēi, ēu       | ei, eu       |              |              | ōi, ōu     | oi, ou     |
| нижні   | монофтонги |              |              | ā            | ă            |            |            |
|         | дифтонги   |              |              | āi, āu       | ai, au       |            |            |

Слід зауважити, що з фонологічного погляду дифтонги були біфонемними сполученнями.
На ранньому етапі самостійного розвитку праслов'янської мови ця система зазнала таких змін:
- Кількісне вирівнювання голосних;
- Утворення носових;
- Монофтонгізація дифтонгів.

Унаслідок цих процесів кількість голосних фонем скоротилася до 11 (*e, *ě, *ь, *ъ, *i, *y, *a, *o, *u, *ę, *ǫ). Схожі, але не ідентичні процеси проходили в індоіранських, балтійських і германських мовах.
Найбільш ранньою зміною було кількісне вирівнювання голосних, що полягало в поступовому перетворенні довгих і коротких голосних фонем на голосні нормальної довготи.
Процес кількісного вирівнювання фонем *ō, *ŏ, *ā, *ă проходив шляхом переходу довгих *ō і *ā спочатку в *ā, а потім (набагато пізніше) — в *a; коротких *ŏ і *ă спочатку в *ŏ, а пізніше — в *o. Болгарський мовознавець В. Георгієв запропонував теорію, згідно з якою саме в цьому процесі лежить джерело російського акання (наразі відкидається більшістю лінгвістів, оскільки неправильно пояснює сутність явища).
Зміни
Двома найважливішими тенденціями праслов'янської мови були тенденція до висхідної артикуляці і тенденція до внутрішньоскладового гармонізму.
Тенденція довисхідної артикуляції стала причиною таких процесів:
- Відпадіння прикінцевих приголосних;
- Монофтонгізація дифтонгів — перехід дифтонгів [eɪ̯] у [i]; [oɪ̯] — у [ě] і, ймовірно, у [i]; звуків [oṷ] та [eṷ] — в [u] у стані перед приголосними і наприкінці слова;
- Утворення носових;
- Метатеза плавних.

Тенденція до внутрішньоскладового гармонізму стала причиною таких процесів:
- Акомодація голосних після *j;
- Взаємодія приголосних з *j;
- Перша палаталізація — перехід задньоязикових [k], [g], [x] у позиції перед голосними переднього ряду і палатальним апроксимантом [j] у *č́ ([tʃʲ]), *dž' ([dʒʲ]), *š́ ([ʃʲ]) відповідно. Якщо перед задньоязиковим знаходився щілинний приголосний [s] або [z], утворений шиплячий асимілював його: *sk > *šč́ ([ʃtʃʲ]), *zg > *ždž́ ([ʒdʒʲ]);
- Друга палаталізація. Була спричинена монофтонгізацією дифтонгів. Полягала у переході задньоязикових [k], [g], [x] відповідно в [ć], [dź], [ś] у південно- і східнослов'янских мовах і у [c'], [dź], [š́] — у західнослов'янських. Пізніше у всіх слов'янських мовах, окрім польської, полабської і старослов'янскої, африкат [dź] спростився у [ź];
- Третя палаталізація.

Система приголосних ранньої загальнослов'янської мови:
|                           | змичні | фрикативні | африкати | носові | дрижачі | латеральні |
| ------------------------- | ------ | ---------- | -------- | ------ | ------- | ---------- |
| губні                     | b — p  | v          |          | m      |         |            |
| дентальні альвеолярні     | d — t  | s — z      |          | n — n' | r — r'  | l — l'     |
| дентальні постальвеолярні |        | ž' — š'    | č'       |        |         |            |
| середньопіднебінні        |        | j          |          |        |         |            |
| велярні                   | k — g  | x          |          |        |         |            |

Зміни загальнослов'янської доби:
- Розвиток груп kt', gt' > c' у західних діалектах (пор. пол. moc, noc), č' — у східних (пор. д.-рус. мочь, ночь), š't' — у південних (пор. староцерк.-слов. мошть, ношть).
- Спрощення груп tl, dl у східних та південних діалектах (пор. укр. вила, мило, шило); разом зі збереженням цих груп у західних (пор. пол. widły, mydło, szydło; перетворення їх на kl, gl у псковському діалекті.

### Просодія
Праслов'янське акцентуація (система наголосу) у цілому успадкувала систему праіндоєвропейської мови, яка характеризувалася двома типами рухомого музичного наголосу — висхідним («акутом») і низхідним або спадним («циркумфлексом»). Реконструкція праслов'янської системи наголосу становить певні труднощі, оскільки у давніх писемних пам'ятках наголос не позначався, а у сучасних слов'янських мовах давня акцентуація піддалася значним змінам. Реконструйована праслов'янська система генетично тотожня прабалтійській, що слугує додатковим аргументом існування прабалтослов'янської мовної спільноти, яку відносять до періоду існування «ларингалів».
Для реконструкції праслов'янської акцентуації цінними є дані сербської і хорватської мов. У них зберігся тонічний (музичний) характер праслов'янського наголосу, у якому виділяють чотири типи: короткий низхідний (серб. краткосилазни акценат) (як у слові кра̏ва), довгий низхідний (серб. дугосилазни акценат) (як у слові гра̂д), короткий висхідний (серб. краткоулазни акценат) (як у слові òтац) і довгий висхідний (серб. дугоулазни акценат) (як у слові ре́ка). Проте, сербохорватська зазнала систематичного зсуву наголосу на один склад ближче до початку слова, тому з нього важко встановити його первісне місце.
У східнослов'янських мовах, а також болгарській, наголос зберіг рухомість у різних формах слова, але втратив свій музичний характер, змінивши його на силовий (динамічний).
Чеська мова закріпила наголос на першому складі, при цьому праслов'янський висхідний наголос проявляється у ній як довгота голосної.

## Лексика
Більша частина праслов'янської лексики є індоєвропейською лексикою, тобто успадкованою з праіндоєвропейської мови та схожою з лексикою інших індоєвропейських мов (*mati, *ovьca, *melko, *synъ, *(j)agnę). Через тривале сусідування з іншими народами у праслов'янській наявні запозичення як з інших індоєвропейських (балтійських, іранських, кельтських, германських, романських, латини, грецької), так з неіндоєвропейських (тюркських). Запозичення з балтійських мов складно виявити через значну схожість праслов'янської і прабалтійської, що робить майже неможливим відрізнити запозичені слова від питомих споріднених. Можливо, були запозичення з фракійської, але вони також складно виявляються — через малу вивченність останньої.

За допомогою реконструкції праслов'янського словника можна дізнатися більше про життя, побут, вірування слов'ян, а також точніше визначити місце їхньої прабатьківщини. Вже відновлено до 20 тисяч слів праслов'янської лексики. Зокрема, до них належать:
- Терміни спорідненості і свояцтва: *otьcь («батько», «отець») *mati («мати»), *tata («батько», «тато»), *mama («мама»), *synъ («син»), *dъkti («дочка»), *bratrъ, *bratъ («брат»), *sestra («сестра»), *dědъ («дід»), *baba («баба»), *dada («дядько»), *teta («тітка»), *strъjь («брат батька», «стрий»), *ujь («брат матері», «вуй»), *neptьjь/*netьjь («племінник»), *nepttera/*nestera («племінниця»), *svekrъ («батько чоловіка», «свекор»), *svekry («мати чоловіка», «свекруха»), *tьstь («батько дружини», «тесть»), *tьsti̯a («мати дружини», «теща»), *zętь («зять»), *děverь («брат чоловіка», «дівер»), *jętry («дружина дівера», «ятрівка», «невістка»), *zъly («сестра чоловіка», «зовиця»), *snъxa («дружина сина», «невістка»);
- Назви частин тіла: *golva («голова»), *oko («око»), *uxo («вухо»), *nosъ («ніс»), *zǫbъ («зуб»), *rǫka («рука»), *ormo («плече», «рамено»), *noga («нога»);
- Сільськогосподарські терміни: *orati («орати»), *gumьno («гумно»), *tokъ («тік»), *snopъ («сніп»), *solma («солома»), *zьrno («зерно»), *mǫka («борошно», «мука»), *žьrny («жорно»)[87];
- Назви сільськогосподарських знарядь: *soxa («соха»), *ordlo («рало»), *borna («борона»), *motyka («мотика»), *rydlo («лопата»), *sьrpъ («серп»);
- Візницькі терміни: *vozъ («віз»), *osь («вісь»), *zapręgati («запрягати»), *sǫprǫgъ («тварина в парній запряжці»), *(j)arьmo, *(j)arьmъ («ярмо»), *oie («дишель», «війя»);
- Назви злаків: *žito («хліб на корені», «збіжжя»), *proso («просо»), *rъžь («жито»), *ovьsъ («овес»), *pьšenica («пшениця»), *(j)ęčьmy («ячмінь»), а також *kruхъ («прісний хліб») і *xlěbъ («квасний хліб» — з прагерм. *hlaibaz);
- Назви дерев: *berza («береза»), *dǫbъ («дуб»), *bukъ, *buky («бук»), *klenъ («клен»), *vęzъ («в'яз»), *grabъ («граб»), *(j)arębina, *ěrębina, *erębina, *rębina («горобина»), *lipa («липа»), *vьrba («верба»), *jеlьха, *оlьха («вільха»), *opsa («осика»), *(j)asenь, *(j)asenъ («ясен»), *jedlь, *jelь («ялина»), *smerkъ, *smerka («ялина», «смерека»), *sosna («сосна»), *tisъ («тис»);
- Назви небесних тіл: *sъl̥nьce («Сонце»), *měsęcь, *luna («Місяць», останнє слово також означало «відблиск», «відображене світло»), *gvězda («зоря», «звізда»).
- Імена слов'янських богів: *Perunъ («Перун»), *Velesъ («Велес»), *divъ («злий дух», «демон»);
- Скотарські терміни: *melko («молоко»), *syrъ («сир»), *sъmetana («сметана»), *maslo («масло»);
- Назви свійських тварин: *govędo («велика рогата худоба»), *korva («корова»), *volъ («віл»), *bykъ («бик»), *telę («теля»), *ovьca («вівця»), *(j)agnę («ягня»), *kon'ь («кінь»), *žerbę («лоша», «жереб'я»), *svinьja («свиня»), *porsę («порося»), *pьsъ («собака», «пес»)[87];
- Назви диких тварин: *medvědь («ведмідь»; його рання праслов'янська назва, похідна від пра-і.є. *aŕ̥tḱos, не збереглася), *lisъ («лис»), *turъ («тур»), *(j)elenь («олень»), *veprь («кабан», «вепр»), *vьlkъ («вовк»), *rysъ, *lysь («рись»), *vydra («видра»), *věverъka, *věverica («вивірка»), *zajęсь («заєць»), *dъхоrь («тхір»), *kuna («куниця»), *orьlъ («орел»), *ryba («риба»);
- Ткацькі терміни: *tъkati («ткати»), *stavъ/*stanъ («верстат»), *krosno («рама верстата»), *navojь («навій»), *ǫtъkъ («утік»), *čьlnъ («човник»), *bьrdo («бердо»), *verteno («веретено»), *nitь («нитка»), *vьlna («вовна»), *lьnъ («льон»), *konopja («конопля»), *kǫdělь («кужіль», «куделя»), *pręsti («прясти»), *sukno («сукно»), *poltьno («полотно»)[87];
- Назви інструментів і зброї: *sekyra («сокира»), *tesdlo («тесло»), *nožь («ніж»), *pila («пилка»), *dьl̥bto («долото»), *moltъ («молот»), *šidlo («шило»), *jьgla («голка»), *kyjь («кий»), *mеčь, *mьčь («меч»), *kopьje («спис»), *lǫkъ («лук»), *tętiva («тятива»), *strěla («стріла»), *porktja («праща»), *ščitъ («щит»)[88][89][87].

## Граматика
З восьми праіндоєвропейських відмінків праслов'янська зберегла 7: називний, родовий, давальний, знахідний, орудний, місцевий, кличний (останній іноді зоветься також кличною формою і не включається до числа відмінків). Праіндоєвропейський відкладний відмінок щез, злившись з родовим і залишивши останньому своє закінчення основ на *-ŏ (в інших основах родовий і відкладний не розрізнювалися вже у праіндоєвропейській).

### Іменник
Праіндоєвропейське відмінювання кореневих атематичних іменників не збереглося: ці іменники або зникли або перейшли в інші типи відмінювання (наприклад, пра-і.є. *snoɪ̯gʷʰs, «сніг» > *snoɪ̯gʷʰos > *sněgъ, пра-і.є. *nokʷts, «ніч» > *noktis). Частково зберігався атематичний приголосний тип відмінювання (з суфіксами *-en-, *-es-, *-ter-, *-ū-, *-men-, *-nt-) але він вже не був продуктивним. Окрім того, закінчення приголосного типу відмінювання використовували у множині іменників з суфіксами *-tel'-, *-an- і *-ar'-, а також у називному відмінку всіх чисел активних дієприкметників чоловічого роду.
Відмінювання праслов'янських іменників на прикладі слів *vьl̥kъ («вовк»), *kon'ь («кінь»), *synъ («син»), *gostь («гість»), *kamy («камінь»), *lěto («літо, рік»), *pol'e («поле»), *jьmę («ім'я»), *telę («теля»), *slovo («слово»), *žena («жінка», «дружина»), *duša («душа»), *sǫdi («суддя»), *kostь («кістка»), *svekry («свекруха»), *mati («мати»).
| Рід                    | Чоловічий         | Чоловічий         | Чоловічий | Чоловічий        | Чоловічий |
| Тип відмінювання       | *-ŏ-              | *-jŏ-             | *-ŭ-      | *-ĭ-             | *-en-     |
| ---------------------- | ----------------- | ----------------- | --------- | ---------------- | --------- |
| Наз. однини            | *vьlkъ            | *kon'ь            | *synъ     | *gostь           | *kamy     |
| Род. однини            | *vьlka            | *kon'a            | *synu     | *gosti           | *kamene   |
| Дав. одини             | *vьlku            | *kon'u            | *synovi   | *gosti           | *kameni   |
| Зн. однини             | *vьlkъ            | *kon'ь            | *synъ     | *gostь           | *kamenь   |
| Ор. однини             | *vьlkъmь/*vьlkomь | *kon'ьmь/*kon'emь | *synъmь   | *gostьmь         | *kamenьmь |
| М. однини              | *vьlcě            | *kon'i            | *synu     | *gosti           | *kamene   |
| Кл. однини             | *vьlče            | *kon'u            | *synu     | *gosti           | *kamy     |
| Наз., Зн. і Кл. двоїни | *vьlka            | *kon'a            | *syny     | *gosti           | *kameni   |
| Род. і М. двоїни       | *vьlku            | *kon'u            | *synovu   | *gostьju/*gost'u | *kamenu   |
| Дав. і Ор. двоїни      | *vьlkoma          | *kon'ema          | *synъma   | *gostьma         | *kamenьma |
| Наз. і Кл. множини     | *vьlci            | *kon'i            | *synove   | *gostьje/*gost'e | *kamene   |
| Род. множини           | *vьlkъ            | *kon'ь            | *synovъ   | *gostьjь         | *kamenъ   |
| Дав. множини           | *vьlkomъ          | *kon'emъ          | *synъmъ   | *gostьmъ         | *kamenьmъ |
| Зн. множини            | *vьlky            | *kon'ě/*kon'ę     | *syny     | *gosti           | *kameni   |
| Ор. множини            | *vьlky            | *kon'i            | *synъmi   | *gostьmi         | *kamenьmi |
| М. множини             | *vьlcěxъ          | *kon'ixъ          | *synъхъ   | *gostьхъ         | *kamenьхъ |

| Рід                    | Середній        | Середній          | Середній  | Середній  | Середній   |
| Тип відмінювання       | *-ŏ-            | *-jŏ-             | *-en-     | *-ent-    | *-es-      |
| ---------------------- | --------------- | ----------------- | --------- | --------- | ---------- |
| Наз. однини            | *lěto           | *pol'e            | *jьmę     | *telę     | *slovo     |
| Род. однини            | *lěta           | *pol'a            | *jьmene   | *telęte   | *slovese   |
| Дав. одини             | *lětu           | *pol'u            | *jьmeni   | *telęti   | *slovesi   |
| Зн. однини             | *lěto           | *pol'e            | *jьmę     | *telę     | *slovo     |
| Ор. однини             | *lětъmь/*lětomь | *pol'ьmь/*pol'emь | *jьmenьmь | *telętьmь | *slovesьmь |
| М. однини              | *lětě           | *pol'i            | *jьmene   | *telęte   | *slovese   |
| Кл. однини             | *lěto           | *pol'e            | *jьmę     | *telę     | *slovo     |
| Наз., Зн. і Кл. двоїни | *lětě           | *pol'i            | *jьmeně   | *telętě   | *slovesě   |
| Род. і М. двоїни       | *lětu           | *pol'u            | *jьmenu   | *telętu   | *slovesu   |
| Дав. і Ор. двоїни      | *lětoma         | *pol'ema          | *jьmenьma | *telętьma | *slovesьma |
| Наз. і Кл. множини     | *lěta           | *pol'a            | *jьmena   | *telęta   | *slovesa   |
| Род. множини           | *lětъ           | *pol'ь            | *jьmenъ   | *telętъ   | *slovesъ   |
| Дав. множини           | *lětomъ         | *pol'emъ          | *jьmenьmъ | *telętьmъ | *slovesьmъ |
| Зн. множини            | *lěta           | *pol'a            | *jьmena   | *telęta   | *slovesa   |
| Ор. множини            | *lěty           | *pol'i            | *jьmeny   | *telęty   | *slovesy   |
| М. множини             | *lětěxъ         | *pol'ixъ          | *jьmenьхъ | *telętьхъ | *slovesьхъ |

| Рід                    | Жіночий і чоловічий (у деяких іменників) | Жіночий і чоловічий (у деяких іменників) | Жіночий і чоловічий (у деяких іменників) | Жіночий          | Жіночий                 | Жіночий            |
| Тип відмінювання       | *-ā-                                     | *-jā-                                    | *-ī- (входить в *-ā-, *-jā-)             | *-ĭ-             | *-ū-                    | *-r-               |
| ---------------------- | ---------------------------------------- | ---------------------------------------- | ---------------------------------------- | ---------------- | ----------------------- | ------------------ |
| Наз. однини            | *žena                                    | *duša                                    | *sǫdi/*sǫdьjі                            | *kostь           | *svekry                 | *mati              |
| Род. однини            | *ženy                                    | *dušě/*dušę                              | *sǫdě/*sǫdę/*sǫdьjě/*sǫdьję              | *kosti           | *svekrъve               | *matere            |
| Дав. одини             | *ženě                                    | *duši                                    | *sǫdi/*sǫdьjі                            | *kosti           | *svekrъvi               | *materi            |
| Зн. однини             | *ženǫ                                    | *dušǫ                                    | *sǫdǫ/*sǫdьjǫ                            | *kostь           | *svekrъvь               | *materь            |
| Ор. однини             | *ženojǫ/*ženǫ                            | *dušejǫ                                  | *sǫdejǫ/*sǫdǫ/*sǫdьjejǫ                  | *kostьjǫ         | *svekrъvьjǫ/*svekrъvljǫ | *materьjǫ/*materjǫ |
| М. однини              | *ženě                                    | *duši                                    | *sǫdi/*sǫdьjі                            | *kosti           | *svekrъve               | *matere            |
| Кл. однини             | *ženo                                    | *duše                                    | *sǫde/*sǫdьji                            | *kosti           | *svekry                 | *mati              |
| Наз., Зн. і Кл. двоїни | *ženě                                    | *duši                                    | *sǫdi/*sǫdьjі                            | *kosti           | *svekrъvi               | *materi            |
| Род. і М. двоїни       | *ženu                                    | *dušu                                    | *sǫdu/*sǫdьju                            | *kostьju/*kost'u | *svekrъvu               | *materu            |
| Дав. і Ор. двоїни      | *ženama                                  | *dušama                                  | *sǫdama/*sǫdьjama                        | *kostьma         | *svekrъvьma/*svekrъvama | *materьmi          |
| Наз. і Кл. множини     | *ženy                                    | *dušě/*dušę                              | *sǫdě/*sǫdę/*sǫdьjě/*sǫdьję              | *kosti           | *svekrъvi               | *materi            |
| Род. множини           | *ženъ                                    | *dušь                                    | *sǫdь/*sǫdьjь                            | *kostьjь         | *svekrъvъ               | *materъ            |
| Дав. множини           | *ženamъ                                  | *dušamъ                                  | *sǫdamъ/*sǫdьjamъ                        | *kostьmъ         | *svekrъvьmъ/*svekrъvamъ | *materьmъ          |
| Зн. множини            | *ženy                                    | *dušě/*dušę                              | *sǫdě/*sǫdę/*sǫdьjě/*sǫdьję              | *kosti           | *svekrъvi               | *materi            |
| Ор. множини            | *ženami                                  | *dušami                                  | *sǫdami/*sǫdьjami                        | *kostьmi         | *svekrъvьmі/*svekrъvami | *materьmi          |
| М. множини             | *ženasъ/*ženaxъ                          | *dušasъ/*dušaxъ                          | *sǫdasъ/*sǫdахъ/*sǫdьjasъ/*sǫdьjахъ      | *kostьхъ         | *svekrъvьхъ/*svekrъvaxъ | *materьхъ          |

1. 1 2  Закінчення -ъmь у північних слов'ян, -оmь у південних.
2. 1 2  Закінчення -ьmь у північних слов'ян, -еmь у південних.
3. 1 2 3 4 5 6  Друга форма засвідчена в мовах, де рано відбулося контактування з /j/, наприклад, у чеській.
4. 1 2 3 4 5 6 7  Флексія -ě засвідчена в східнослов'янських мовах, закінчення -ę засвідчене в пам'ятках старослов'янської мови.
5. ↑  Це такі іменники як: *bali/*balьji, *lovьči/*lovьčьji, *sluga, *voldyka тощо.
6. ↑  Стягнені форми засвідчені в Зографському Євангелії. Останніми в парадигмі подано повні форми, що відновив П. Я. Черних.
7. 1 2 3 4  Друга форма вторинна й виникла через аналогію до інших відмін.
8. 1 2 3  -asъ ждане як балто-слов'янське закінчення, проте знайдене тільки в давньочеських пам'ятках, скрізь поширене -ахъ, що формується за аналогією до інших відмін з флексійним -хъ.

### Прикметник
У праслов'янській мові існувало два типи прикметників — невизначені й визначені. Перші були успадковані з праіндоєвропейської мові, другі — розвинулися пізніше через поєднання невизначених з формами займенника *jь. Схожим чином утворюються визначені прикметники й у балтійських мовах, тому деякі дослідники вважають, що ця система виникла у прабалтослов'янській мові.
Невизначені прикметники відмінювалися як іменники: чоловічого роду за типом відмінювання на *-ŏ- (твердий і м'який підтипи), середнього роду — теж за типом на *-ŏ- (твердий і м'який підтипи), жіночого — за типом на *-ā- (твердий і м'який підтипи). Збереглися також релікти того, що деякі прикметники колись відмінювалися як іменники типів на *-ĭ- і *-ŭ-. Останні (на *-ŭ-) перейшли у тип відмінювання на *-ŏ-, отримавши формант *-kъ.
Визначені прикметники виникли шляхом приєднання до невизначених з формами займенника *jь («той», «він»). Форми відмінків прикметника й займенника збігалися.
У таблиці наведено приклади відмінювання визначених прикметників (невизначені — див. «Відмінювання іменників») *dobrъjь «добрий» и *pěšьjь «піший» (кличний відмінок збігається з називним):
| Рід              | Чоловічий  | Чоловічий | Чоловічий  | Чоловічий | Чоловічий         | Чоловічий       | Середній   | Середній  | Середній   | Середній  | Середній   | Середній  | Жіночий           | Жіночий         | Жіночий    | Жіночий   | Жіночий           | Жіночий         |
| Число            | Однина     | Однина    | Двоїна     | Двоїна    | Множина           | Множина         | Однина     | Однина    | Двоїна     | Двоїна    | Множина    | Множина   | Однина            | Однина          | Двоїна     | Двоїна    | Множина           | Множина         |
| Тип відмінювання | твердий    | м'який    | твердий    | м'який    | твердий           | м'який          | твердий    | м'який    | твердий    | м'який    | твердий    | м'який    | твердий           | м'який          | твердий    | м'який    | твердий           | м'який          |
| ---------------- | ---------- | --------- | ---------- | --------- | ----------------- | --------------- | ---------- | --------- | ---------- | --------- | ---------- | --------- | ----------------- | --------------- | ---------- | --------- | ----------------- | --------------- |
| Називний         | *dobrъjь   | *pěšьjь   | *dobraja   | *pěšaja   | *dobriji          | *pěšiji         | *dobroje   | *pěšeje   | *dobrěji   | *pěšiji   | *dobraja   | *pěšaja   | *dobraja          | *pěšaja         | *dobrěji   | *pěšiji   | *dobryjě/*dobryję | *pěšějě/*pěšęję |
| Родовий          | *dobrajego | *pěšajego | *dobruju   | *pěšuju   | *dobrъjixъ        | *pěšьjixъ       | *dobrajego | *pěšajego | *dobruju   | *pěšuju   | *dobrъjixъ | *pěšьjixъ | *dobryjě/*dobryję | *pěšějě/*pěšęję | *dobruju   | *pěšuju   | *dobrъjixъ        | *pěšьjixъ       |
| Давальний        | *dobrujemu | *pěšujemu | *dobryjima | *pěšijima | *dobryjimъ        | *pěšijimъ       | *dobrujemu | *pěšujemu | *dobryjima | *pěšijima | *dobryjimъ | *pěšijimъ | *dobrěji          | *pěšiji         | *dobryjima | *pěšijima | *dobryjimъ        | *pěšijimъ       |
| Знахідний        | *dobrъjь   | *pěšьjь   | *dobraja   | *pěšaja   | *dobryjě/*dobryję | *pěšějě/*pěšęję | *dobroje   | *pěšeje   | *dobrěji   | *pěšiji   | *dobraja   | *pěšaja   | *dobrǫjǫ          | *pěšǫjǫ         | *dobrěji   | *pěšiji   | *dobryjě/*dobryję | *pěšějě/*pěšęję |
| Орудний          | *dobryjimь | *pěšijimь | *dobryjima | *pěšijima | *dobryjimi        | *pěšijimi       | *dobryjimь | *pěšijimь | *dobryjima | *pěšijima | *dobryjimi | *pěšijimi | *dobrǫjǫ          | *pěšǫjǫ         | *dobryjima | *pěšijima | *dobryjimi        | *pěšijimi       |
| Місцевий         | *dobrějemъ | *pěšijemъ | *dobruju   | *pěšuju   | *dobrъjixъ        | *pěšьjixъ       | *dobrějemъ | *pěšijemъ | *dobruju   | *pěšuju   | *dobrъjixъ | *pěšьjixъ | *dobrěji          | *pěšiji         | *dobruju   | *pěšuju   | *dobrъjixъ        | *pěšьjixъ       |

Ступенювалися прикметники аналогічно сучасним українським. Також існували три ступені порівняння: звичайний, вищий і найвищий. Вищий ступінь міг утвориватися двома способами: 1) атематичним — шляхом приєднання до основи суфікса *-jь (для називного відмінка чоловічого й середнього роду) або *-jьš- (для інших родових і відмінкових форм); 2) тематичним (приєднанням суфіксів *-ějь и *-ějьš- відповідно). Форми найвищого ступеня утворювалися доданням префікса *najь- до форм вищого ступеня (як і в сучасній українській мові).

### Числівник
Числівників, як окремої частини мови, у праслов'янській мові не було. Слова «один» (*(j)edinъ), «два» (*dъva), «три» (*tri), «чотири» (*četyre, *četyri) являли собою прикметники, інші слова, що використовувалися для ліку («п'ять», «десять», «сорок», «сто») — іменники. «Один» і «два» відмінювалися аналогічно займенникам («два» мало закінчення двоїни), «чотири» — як іменник з основою на приголосний, «три» й вся решта лічильних слів — як іменник з основою на *-ĭ-. Слово *desętь зберегло деякі форми відмінювання на приголосний. Лічильні слова («числівники») 1-4 прямо походять від праіндоєвропейських *óynos, *dwṓu, *tréyes, *kʷetwóres, числівники ж 5—10 не продовжують відповідні праіндоєвропейські *pénkʷe, *swéḱs, *septḿ̥, *oḱtṓw, *h₁néwn̥, *déḱm̥t, а були утворені від порядкових (первісно були жіночого роду).
Відмінювання слова *(j)edinъ:
| Відмінок  | Чоловічий рід | Чоловічий рід | Чоловічий рід | Середній рід | Середній рід | Середній рід | Жіночий рід | Жіночий рід | Жіночий рід |
| --------- | ------------- | ------------- | ------------- | ------------ | ------------ | ------------ | ----------- | ----------- | ----------- |
|           | Однина        | Множина       | Двоїна        | Однина       | Множина      | Двоїна       | Однина      | Множина     | Двоїна      |
| Називний  | *(j)edinъ     | *(j)edini     | *(j)edina     | *(j)edino    | *(j)edina    | *(j)edině    | *(j)edina   | *(j)ediny   | *(j)edině   |
| Родовий   | *(j)edinogo   | *(j)ediněxъ   | *(j)edinoju   | *(j)edinogo  | *(j)ediněxъ  | *(j)edinoju  | *(j)edinoję | *(j)ediněxъ | *(j)edinoju |
| Давальний | *(j)edinomu   | *(j)ediněmъ   | *(j)ediněma   | *(j)edinomu  | *(j)ediněmъ  | *(j)ediněma  | *(j)edinojь | *(j)ediněmъ | *(j)ediněma |
| Знахідний | *(j)edinъ     | *(j)ediny     | *(j)edina     | *(j)edino    | *(j)edina    | *(j)edině    | *(j)edinǫ   | *(j)ediny   | *(j)edině   |
| Орудний   | *(j)ediněmь   | *(j)ediněmi   | *(j)ediněma   | *(j)ediněmь  | *(j)ediněmi  | *(j)ediněma  | *(j)edinojǫ | *(j)ediněmi | *(j)ediněma |
| Місцевий  | *(j)edinomь   | *(j)ediněxъ   | *(j)edinoju   | *(j)edinomь  | *(j)ediněxъ  | *(j)edinoju  | *(j)edinojь | *(j)ediněxъ | *(j)edinoju |

Відмінювання кількісних лічильних слів 2-5:
| Відмінок  | Два           | Два                     | Три           | Три                     | Чотири        | Чотири                  | П'ять   |
| Відмінок  | Чоловічий рід | Середній і жіночий роди | Чоловічий рід | Середній і жіночий роди | Чоловічий рід | Середній і жіночий роди |         |
| --------- | ------------- | ----------------------- | ------------- | ----------------------- | ------------- | ----------------------- | ------- |
| Називний  | *dъva         | *dъvě                   | *trьje        | *tri                    | *četyre       | *četyri                 | *pętь   |
| Родовий   | *dъvoju       | *dъvoju                 | *trьjь        | *trьjь                  | *četyrъ       | *četyrъ                 | *pęti   |
| Давальний | *dъvěma       | *dъvěma                 | *trьmъ        | *trьmъ                  | *četyrьmъ     | *četyrьmъ               | *pęti   |
| Знахідний | *dъva         | *dъvě                   | *tri          | *tri                    | *četyri       | *četyri                 | *pętь   |
| Орудний   | *dъvěma       | *dъvěma                 | *trьmi        | *trьmi                  | *četyrьmi     | *četyrьmi               | *pętьjǫ |
| Місцевий  | *dъvoju       | *dъvoju                 | *trьхъ        | *trьхъ                  | *četyrьхъ     | *četyrьхъ               | *pęti   |

Числівники 11-19 являли собою сполучення назв одиниць з елементом *na desęte — словосполученням прийменника *na і місцевого відмінка слова *desętь («десять»), наприклад: *jedinъ na desęte «одинадцять», *dъva na desęte «дванадцять» тощо). Відмінювався тільки перший елемент цих сполучень.
Лічильні слова 20—90 також були словосполученнями, складеними з назв одиниць і форм слова *desętь: *dъva desęti, *trьje desęte, *pętь desętъ.
Слово *sъto («сто») відмінювалося як іменник з типом відмінювання на *-ŏ-.
Назви сотень, подібно назвам десятків, являли собою словосполучення, складені з назв одиниць і форм слова *sъto: *dъvě sъtě, *tri sъta, *pętь sъtъ.
Слово «тисяча» мало дві форми: *tysęťa і *tysǫťa.
Порядкові лічильні слова (*pьrvъ, *vъtorъ, *trьtьjь, *četvьrtъ, *pętъ, *šestъ, *sedmъ, *osmъ, *devętъ, *desętъ) являли собою прикметники і відмінювалися аналогічно їм.
У більшості слов'янських мов слова для позначення «4» мають закінчення «-i», «-y» (укр. чотири, біл. чатыры, пол. cztery, чеськ. čtyři, болг. четири, серб. чѐтири/četiri). Вони походять від *četyri — форми жіночого і середнього роду для позначення чотирьох одиниць. Російське «четыре» утворене від *četyre — форми чоловічого роду. Позначення числа «три» у майже всіх сучасних слов'янських мовах (укр., рос. і болг. три, біл. тры, пол. trzy, чеськ. tři), походить від форми жіночого та середнього роду *tri, форма trije (від *trьje) збереглася на теперішній час лише в словенській мові. Числівник «два» у всіх нащадках праслов'янської продовжує змінюватися за родами (два/дві).

### Дієслово
Дієслово у праслов'янській мові характеризувалося такими категоріями: число (однина, двоїна, множина), особа (перша, друга, третя), спосіб (дійсний, наказовий, суб'юнктив), час (теперішній і чотири минулих — аорист, імперфект, перфект і плюсквамперфект). Час розрізнювався тільки у дійсному способі.
У дієслів було дві основи: інфінітива і теперішнього часу. В основі теперішнього часу в деяких дієслів з'являється носовий інфікс, відсутній в основі інфінітива: *sędǫ (< *sendām) «сяду», *lęgǫ (< *lengām) «ляжу», *bǫdǫ (< *bundām) «буду».
Мовознавці виділяють для праіндоєвропейської мови (предка праслов'янської) дві серії дієслівних закінчень, які традиційно зовуть первинними і вторинними. Праслов'янська мова зберегла стародавнє розрізнення: первинні вживали в теперішньому часі, а вторинні — у минулих.
Німецький науковець А. Лескін розділив праслов'янські дієслова на п'ять класів — відповідно до їхніх тематичних елементів:
1. З тематичними голосними *-o- і *-e-;
2. З тематичним елементом *-no-/*-ne-;
3. З тематичним елементом *-jo-/*-je-;
4. З тематичним голосним *-i-;
5. Атематичні дієслова. Їх було всього чотири: *byti («бути»), *jěsti («їсти»), *věděti («відати», «вісти»), *dati («дати»)[105][116] (вони зберегли свій характер відмінювання і в сучасній українській мові). Проте, встановлено, що атематичних дієслів колись було більше: у слов'янських мовах засвідчені релікти їхніх дієслівних форм. Так, атематичними були дієслова *viděti («бачити», «видіти»), *gorěti («горіти») та деякі інші[117]

#### Теперішній час
У таблиці наведено відмінювання дієслів теперішнього часу на прикладі *nesti («нести»), *dvignǫti («двигнути»), *znati («знати»), *nositi («носити»), *dati («дати»), *věděti («відати»), *(j)ěsti («їсти»), *byti («бути»).
| Клас (за Лескіним)  | I -o-\|\|-e- | II -no-\|\|-ne- | III -jo-\|\|-je- | IV -i-  | V (атематичний) | V (атематичний) | V (атематичний) | V (атематичний) |
| ------------------- | ------------ | --------------- | ---------------- | ------- | --------------- | --------------- | --------------- | --------------- |
| Перша особа однини  | *nesǫ        | *dvignǫ         | *znajǫ           | *nošǫ   | *damь           | *věmь           | *(j)ěmь         | *(j)esmь        |
| Друга особа однини  | *neseši      | *dvigneši       | *znaješi         | *nosiši | *dasi           | *věsi           | *(j)ěsi         | *(j)esi         |
| Третя особа однини  | *nesetь      | *dvignetь       | *znajetь         | *nositь | *dastь          | *věstь          | *(j)ěstь        | *(j)estь        |
| Перша особа двоїни  | *nesevě      | *dvignevě       | *znajevě         | *nosivě | *davě           | *věvě           | *(j)ěvě         | *(j)esvě        |
| Друга особа двоїни  | *neseta      | *dvigneta       | *znajeta         | *nosita | *dasta          | *věsta          | *(j)ěsta        | *(j)esta        |
| Третя особа двоїни  | *nesete      | *dvignete       | *znajete         | *nosite | *daste          | *věste          | *(j)ěste        | *(j)este        |
| Перша особа множини | *nesemъ      | *dvignemъ       | *znajemъ         | *nosimъ | *damъ           | *věmъ           | *(j)ěmъ         | *(j)esmъ        |
| Друга особа множини | *nesete      | *dvignete       | *znajete         | *nosite | *daste          | *věste          | *(j)ěste        | *(j)este        |
| Третя особа множини | *nesǫtь      | *dvignǫtь       | *znajǫtь         | *nosętь | *dadętь         | *vědętь         | *(j)ědętь       | *sǫtь           |

#### Аорист
Аорист — простий минулий час. Він означав дію як факт, що здійснився у минулому й завершений на момент мовлення. Аорист утворювали від основи інфінітива. Існувало три способи утворення аористу: простий, сигматичний атематичний і сигматичний тематичний. Простий утворювали шляхом безпосереднього додання до основи інфінітива вторинних особових закінчень. Сигматичний атематичний аорист утворювали доданням до основи суфікса «-s-», а особові закінчення приєднувалися вже до цього суфікса. Сигматичний тематичний утворювали майже так само, тільки з тією різницею, що суфікс «-s-» приєднували не безпосередньо до основи, а до тематичного голосного, що йшов за основою. Останній спосіб є власно слов'янською іновацією, а перші два успадковані праслов'янською з праіндоєвропейської.
Праслов'янський суфікс аориста «-s-» відповідав такому ж суфіксу в аористі іншої індоєвропейської мови — грецької. А оскільки у грецькій абетці літера для цього звука (σ) зоветься «сигма», цей тип аориста й отримав за нею свою назву.
У таблиці наведено відмінювання дієслів в аористі на прикладі *nesti («нести»), *dvignǫti («двигнути»), *znati («знати»), *xvaliti («хвалити»), *byti («бути»).
| Клас (за Лескіним)  | I      | II      | III     | IV        | V      |
| ------------------- | ------ | ------- | ------- | --------- | ------ |
| Перша особа однини  | nesъ   | dvigъ   | znaxъ   | xvalixъ   | byxъ   |
| Друга особа однини  | nese   | dviže   | zna     | xvali     | by     |
| Третя особа однини  | nese   | dviže   | zna     | xvali     | by     |
| Перша особа двоїни  | nesově | dvigově | znaxově | xvalixově | byxově |
| Друга особа двоїни  | neseta | dvižeta | znasta  | xvalista  | bysta  |
| Третя особа двоїни  | nesete | dvižete | znaste  | xvaliste  | byste  |
| Перша особа множини | nesomъ | dvigomъ | znaxomъ | xvalixomъ | byxomъ |
| Друга особа множини | nesete | dvižete | znaste  | xvaliste  | byste  |
| Третя особа множини | nesǫ   | dvigǫ   | znašę   | xvališę   | byšę   |

#### Імперфект
Імперфект позначав тривалу або повторювану дію у минулому. Його форми утворювалися від основи інфінітива за допомогою суфікса *-ěax- (після м'яких приголосних *-aax-, після голосних *-ах-), зв'язного голосного й особових закінчень. Імперфект не був успадкований праслов'янською від праіндоєвропейської, а утворився у ній незалежно.
| Клас (за Лескіним)  | I         | II          | III      | IV          | V       |
| ------------------- | --------- | ----------- | -------- | ----------- | ------- |
| Перша особа однини  | nesěaxъ   | dvigněaxъ   | znaaxъ   | xval'aaxъ   | běaxъ   |
| Друга особа однини  | nesěaše   | dvigněaše   | znaaše   | xval'aaše   | běaše   |
| Третя особа однини  | nesěaše   | dvigněaše   | znaaše   | xval'aaše   | běaše   |
| Перша особа двоїни  | nesěaxově | dvigněaxově | znaaxově | xval'aaxově | běaxově |
| Друга особа двоїни  | nesěašeta | dvigněašeta | znaašeta | xval'aašeta | běašeta |
| Третя особа двоїни  | nesěašete | dvigněašete | znaašete | xval'aašete | běašete |
| Перша особа множини | nesěaxomъ | dvigněaxomъ | znaaxomъ | xval'aaxomъ | běaxomъ |
| Друга особа множини | nesěašete | dvigněašete | znaašete | xval'aašete | běašete |
| Третя особа множини | nesěaxǫ   | dvigněaxǫ   | znaaxǫ   | xval'aaxǫ   | běaxǫ   |

#### Перфект
Перфект — дієслівна форма, що означала дію у минулому, результат якої зберігається на момент мовлення. На відміну від аориста й імперфекта, утворювався аналітично: за допомогою l-дієприкметника і відмінюваних форм дієслова *byti теперішнього часу. Завдяки тому, що l-дієприкметники розрізнювалися за родами, форми перфекта теж мали граматичний рід.
|                     | Чоловічий рід | Жіночий рід | Середній рід |
| ------------------- | ------------- | ----------- | ------------ |
| Перша особа однини  | neslъ jesmь   | nesla jesmь | neslo jesmь  |
| Друга особа однини  | neslъ jesi    | nesla jesi  | neslo jesi   |
| Третя особа однини  | neslъ jestь   | nesla jestь | neslo jestь  |
| Перша особа двоїни  | nesla jesvě   | neslě jesvě | neslě jesvě  |
| Друга особа двоїни  | nesla jesta   | neslě jesta | neslě jesta  |
| Третя особа двоїни  | nesla jeste   | neslě jeste | neslě jeste  |
| Перша особа множини | nesli jesmъ   | nesly jesmъ | nesla jesmъ  |
| Друга особа множини | nesli jeste   | nesly jeste | nesla jeste  |
| Третя особа множини | nesli sǫtь    | nesly sǫtь  | nesla sǫtь   |

#### Плюсквамперфект
Плюсквамперфект позначав дію у минулому, що передувала іншій дії у минулому, або подію, що сталася дуже давно (тобто давноминулий час). Утворювався подібно перфекту, аналітично, тільки форми дієслова *byti стояли не у теперішньому часі, а в імперфекті.

#### Майбутній час
У деяких інших індоєвропейських мовах існує сигматичний майбутній час з близькими, але незводимими одна до одної формами (-σ- у давньогрецькій, -sya- у санскриті та -si- у литовській), але у праслов'янській такий спосіб утворення майбутнього часу не реконструюється. Сучасні слов'янські мови утворюють майбутній час або аналітично (укр. буду робити, рос. буду делать, пол. będę robił, чеськ. budu dělat), або за допомогою дієслів доконаного виду (укр. зроблю, рос. сделаю, пол. zrobię, чеськ. udělám). Українську синтетичну форму майбутнього часу (робитиму) вважають новоутворенням від ранішого аналітичного варіанту (робити йму). Нерозв'язаним залишається питання про наявність форм синтетичного майбутнього часу в праслов'янській мові. На думку В. Ягича, вони існували, але на пізніх етапах розвитку праслов'янської мови були витіснені аналітичними формами і варіантами з дієсловами доконаного виду. Ягич наводить приклад старослов'янської дієприкметникової форми бышѧ, утворену, згідно його гіпотезі, від незасвідченої основи дієслова *byti — *byšǫ, яка етимологічно відповідає лит. bū́siu «буду». Інший мовознавець, П. С. Кузнецов вважав, що суфікс *-s- був у прабалтослов'янській мові показником як аориста, так і майбутнього часу, а надалі закріпився у прабалтійській за майбутнім часом, а в праслов'янській, навпаки, за аористом й імперфектом.

#### Спосіб
Праслов'янський наказовий спосіб походить від праіндоєвропейського оптатива, форми власно праіндоєвропейського імператива у праслов'янській зникли. Парадигма наказового способу була дефектною.
| Клас (за Лескіним)         | I -o-\|\|-e- | II -no-\|\|-ne- | III -jo-\|\|-je- | IV -i-  | V (атематичний) | V (атематичний) | V (атематичний) | V (атематичний) |
| -------------------------- | ------------ | --------------- | ---------------- | ------- | --------------- | --------------- | --------------- | --------------- |
| Друга й третя особи однини | nesi         | *dvigni         | *znaji           | xvali   | dadji           | vědjь           | jědjь           | bǫdi            |
| Перша особа двоїни         | nesěvě       | *dvigněvě       | *znajivě         | xvalivě | dadivě          | vědivě          | jědivě          | bǫděvě          |
| Друга особа двоїни         | nesěta       | dvigněta        | znajita          | xvalita | dadita          | vědita          | jědita          | bǫděta          |
| Перша особа множини        | nesěmъ       | dvigněmъ        | znajimъ          | xvalimъ | dadimъ          | vědimъ          | jědimъ          | bǫděmъ          |
| Друга особа множини        | nesěte       | dvigněte        | znajite          | xvalite | dadite          | vědite          | jědite          | bǫděte          |

Кондиціоналіс (умовний спосіб) складався з l-дієприкметника і особливих форм дієслова *byti, що являли собою залишки стародавнього оптатива:
|                     | Чоловічий рід | Жіночий рід  | Середній рід |
| ------------------- | ------------- | ------------ | ------------ |
| Перша особа однини  | *neslъ bimь   | *nesla bimь  | *neslo bimь  |
| Друга особа однини  | *neslъ bi     | *nesla bi    | *neslo bi    |
| Третя особа однини  | *neslъ bi     | *nesla bi    | *neslo bi    |
| Перша особа двоїни  | *nesla bivě   | *neslě bivě  | *neslě bivě  |
| Друга особа двоїни  | *nesla bista  | *neslě bista | *neslě bista |
| Третя особа двоїни  | *nesla biste  | *neslě biste | *neslě biste |
| Перша особа множини | *nesli bimъ   | *nesly bimъ  | *nesla bimъ  |
| Друга особа множини | *nesli biste  | *nesly biste | *nesla biste |
| Третя особа множини | *nesli bǫ     | *nesly bǫ    | *nesla bǫ    |

#### Безособові форми дієслова
Інфінітив у праслов'янській мові був за походженням давальним відмінком праіндоєвропейських віддієслівних іменників на *-tis. Утворювався від основи інфінітива за допомогою суфікса *-ti (< *-tei), який викликав фонетичні зміни, якщо основа закінчувалася на приголосний: *vez-ti > *vesti («везти»), *plet-ti > *plesti («плести»), *živ-ti > *žiti («жити»). Інфінітиви в дієслів I класу могли утворюватися як атематично (*nesǫ — *nesti), так і за допомогою тематичного голосного *-a- (*zovǫ — *zъvati).
Супін у праслов'янській мові був за походженням знахідним відмінком віддієслівних іменників зі закінченням *-tus. Утворювався від основи інфінітива за допомогою суфікса *-tъ (з давнішого *-tum).
Дієприкметники у праслов'янській мові були чотирьох форм: активний теперішнього часу, активний минулого часу, пасивний теперішнього часу, пасивний минулого часу. Окрім того, існував ще так званий l-дієприкметник (мав суфікс *-l-), що вживався тільки в складі складних дієслівних форм — перфекті й плюсквамперфекті (сучасний минулий час дієслова у східнослов'янських і західнослов'янських мовах). Відмінювалися дієприкметники аналогічно прикметникам.
Активний дієприкметник теперішнього часу утворювався за допомогою суфікса *-nt-, що в сполученні з тематичними голосними *-o- и *-i- після утворення носових дав суфікси *-ǫt- и *-ęt-. Цей дієприкметник зберіг закінчення відміни на приголосний у називному відмінку однини чоловічого та середнього родів (*nesonts > *nesy, *znajonts > *znaję, *nosints > *nosę). У називному відмінку однини жіночого роду цей дієприкметник має закінчення *-i. В інших відмінках вони відмінювалися подібно прикметникам на *-jo- (чоловічий та середній роди) и *-jā- (жіночий рід).
Активний дієприкметник минулого часу утворювався від основи інфінітива за допомогою суфікса *-ъš- у дієслів I та IV класів (а також дієслів II класу, якщо їхній корінь закінчувався на приголосний), і суфікса *-vъš- в інших дієслів. У дієслів II класу при цьому випадав тематичний елемент *-nǫ- (*dvignǫti — *dvigъš-), а в дієслів IV класу тематичний *-i- переходив у *-j-, після якого *-ъ- суфікса акомодував у *-ь- (*nositi — *nosьš-). Цей дієприкметник зберіг закінчення відміни на приголосний у називному відмінку однини всіх родів і називному відмінку множини чоловічого роду. У називному відмінку однини чоловічого та середнього родів прикінцевий приголосний суфікса відпадав (*rekъ, *nošь, *znavъ), а в жіночому — закінчення було *-i (*rekъši, *nošьši, *znavъši). В інших відмінках дієприкметники змінювалися як прикметники на *-jo- (чоловічий та середній роди) і *-jā- (жіночий рід).
Так званий l-дієприкметник (активний дієприкметник минулого часу II) утворювався від основи інфінітива за допомогою суфікса *-l- (*peklъ, *vędlъ, *zьrělъ, *gorělъ).
Пасивний дієприкметник теперішнього часу утворювався від основи теперішнього часу за допомогою суфікса *-m- (*rekomъ, *dvignomъ, *znajemъ, *nosimъ). В атематичних дієслів при цьому з'являвся вторинний тематичний голосний (*vědomъ).
Пасивний дієприкметник минулого часу утворювався від основи інфінітива за допомогою суфіксів *-t-, *-n-. Суфікс *-t- утворював пасивний дієприкметник минулого часу від дієслів I класу, основа яких закінчувалася на *-i (*piti — *pitъ), *-er (*terti — *tьrtъ), *-el (*melti — *mьltъ), *-em (*jęti — *jętъ), *-en (*pęti — *pętъ). Голосний кореня при цьому перебував на нульвому ступені. Суфікс *-n- вживався у дієслів, основа інфінітива яких закінчувалася на *-ě- або *-a- (*viděti — *viděnъ, *zъvati — *zъvanъ). Для решти дієслів використовували суфікс *-en-, що виник з поєднання суфікса *-n- з тематичним голосним (*pekti — *pečenъ, *nesti — *nesenъ). У дієслів II класу при цьому тематичний елемент *-nǫ- щезав або перетворювався на *-nov- (*dvignǫti — *dviženъ, *dvignovenъ).

### Займенник
Особові й зворотні займенники:
|           | 1-ша особа однини | 2-га особа однини | Зворотній  | 1-ша особа множини | 2-га особа множини |
| --------- | ----------------- | ----------------- | ---------- | ------------------ | ------------------ |
| Називний  | *azъ              | *ty               |            | *my                | *vy                |
| Родовий   | *mene             | *tebe             | *sebe      | *nasъ              | *vasъ              |
| Давальний | *mьně, *mi        | *tobě, *ti        | *sobě, *si | *namъ              | *vamъ              |
| Знахідний | *mene, *mę        | *tebe, *tę        | *sebe, *sę | *ny, *nasъ         | *vy, *vasъ         |
| Орудний   | *mъnojǫ           | *tobojǫ           | *sobojǫ    | *nami              | *vami              |
| Місцевий  | *mьně             | *tobě             | *sobě      | *nasъ              | *vasъ              |

З присвійних займенників у праслов'янській існували: *mojь, *tvojь, *svojь, *našь, *vašь.
| Відмінок  | Чоловічий рід | Чоловічий рід | Чоловічий рід | Середній рід | Середній рід | Середній рід | Жіночий рід    | Жіночий рід | Жіночий рід |
| --------- | ------------- | ------------- | ------------- | ------------ | ------------ | ------------ | -------------- | ----------- | ----------- |
|           | Однина        | Множина       | Двоїна        | Однина       | Множина      | Двоїна       | Однина         | Множина     | Двоїна      |
| Називний  | *mojь         | *moji         | *moja         | *moje        | *moja        | *mojě        | *moja          | *mojě/*moję | *mojě       |
| Родовий   | *mojego       | *mojixъ       | *moju         | *mojego      | *mojixъ      | *moju        | *mojejě/mojeję | *mojixъ     | *moju       |
| Давальний | *mojemu       | *mojimъ       | *mojema       | *mojemu      | *mojimъ      | *mojema      | *mojeji        | *mojimъ     | *mojama     |
| Знахідний | *mojь         | *mojě/moję    | *moja         | *moje        | *moja        | *mojě        | *mojǫ          | *mojě/*moję | *mojě       |
| Орудний   | *mojimь       | *mojimi       | *mojema       | *mojimь      | *mojimi      | *mojema      | *mojejǫ        | *mojimi     | *mojama     |
| Місцевий  | *mojemь       | *mojixъ       | *moju         | *mojemь      | *mojixъ      | *moju        | *mojeji        | *mojixъ     | *moju       |

### Прислівник
Прислівники в праслов'янській мові являли собою застиглі форми або місцевого відмінка (прислівники на *-ě < *-oi) або називного-знахідного середнього роду (прислівники на *-o) прикметників.

### Прийменник
Праслов'янські первісні прийменники можна поділити на три групи — залежно від того, з якою кількістю відмінків вони могли сполучуватися:
1. З одним відмінком:
- З родовим: *bezъ, *do, *jьzъ, *otъ, *u
- З давальним: *kъ
- Зі знахідним: *obъ, *vъzъ
- З місцевим: *pri

2. З двома відмінками:
- З родовим і орудним: *sъ
- Зі знахідним і орудним: *nadъ, *podъ, *perdъ
- Зі знахідним і місцевим: *na, *o, *vъ

3. З трьома відмінками:
- З родовим, знахідним і орудним: *za
- З давальним, знахідним і місцевим: *po

Місцевий відмінок зазвичай використовували для вказання на місцезнаходження, а знахідний — напрямку.

### Післяйменник
Окрім прийменників, у праслов'янській було також два післяйменники: *radi і *děľa (з яких походять сучасні прийменники «ради» і «для»).

### Синтаксис
У праслов'янській мові продовжував повною мірою діяти закон Вакернагеля.
Базовий порядок слів у реченні був SVO: прикметник стояв перед визначуваним ним іменником.